# روبرت فلود
روبرت فلود، يُعرف أيضًا باسم روبرتوس دي فلوكتيبوس (17 يناير 1574 – 8 سبتمبر 1637)، هو أحد الأطباء البارزين المؤيدين للبارسيلسية والمهتمين بالعلمية والخفيانية على حد سواء. يُعرف بأنه منجم، ورياضياتي، وعالم كونيات، ومناصر للكابالا وللصليب الوردي.
اشتُهر فلود بتأليفاته في الفلسفة الخفيانية. يُعرف له أيضًا تبادله الشهير لوجهات النظر مع يوهانس كيبلر فيما يتعلق بالنهج العلمية والهرمسية للمعرفة.

## المهنة
درس فلود عقب تخرجه كلًا من الطب، والكيمياء والهرمسية في أوروبا القارية بين عامي 1598 و1604. لا يوجد معلومات مفصلة حول مسار رحلته الدقيق. أمضى فلود على حد قوله أحد فصول الشتاء في جبال البرانس لدراسة السيمياء (ممارسة الطقوس) مع اليسوعيين. علاوة على ذلك، أشار إلى سفره في جميع أنحاء إسبانيا، وإيطاليا وألمانيا بعد الفترة التي قضاها في فرنسا.
عند عودته من إنجلترا في عام 1604، حصل فلود على قبول دراسي من كنيسة المسيح، أكسفورد. أراد الحصول على شهادة في الطب. شملت المتطلبات الرئيسية للحصول عليها، في ذلك الحين، إثبات قراءته (الطالب) للنصوص الطبية المطلوبة وفهمه لها – وبشكل رئيسي تلك العائدة إلى جالينوس وأبقراط. دافع فلود عن ثلاث أطروحات بعد إتمام هذه النصوص، وقدم دعوته بعد ذلك في 14 مايو 1605. تخرج فلود بشهادة بكالوريوس في الطب (إم. بي.) ودكتور في الطب (إم. دي.) في 16 مايو 1605.
انتقل فلود إلى لندن بعد تخرجه من كنيسة المسيح، فاستقر في شارع فينتشارش وحاول مرارًا دخول كلية الأطباء. واجه فلود العديد من المشاكل مع ممتحني الكلية، نظرًا إلى ازدرائه الواضح للسلطات الطبية التقليدية (إذ تبنى آراء باراسيلسوس) من جهة وموقفه من السلطة من جهة أخرى – على وجه الخصوص أولئك المؤيدون للقدماء مثل جالينوس. حصل فلود على القبول في سبتمبر 1609 بعد ست محاولات فاشلة على الأقل. أصبح فلود أحد الأطباء الناجحين في لندن، وشغل منصب مراقب الكلية أربع مرات (1618، و1627، و1633 و1634). شارك أيضًا في رقابة صيدليات لندن التابعة للكلية في عام 1614، وساعد في تأليف دستور الأدوية لوندينيسيس في عام 1618 – دليل للمستحضرات الدوائية القياسية التي توفرها كلية لندن للأطباء. شق فلود طريقه ليصبح أحد أبرز الشخصيات داخل الكلية وذُكر في مقالات الكلية النقدية للقرن السابع عشر، بما في ذلك تلك التي كتبها نيكولاس كولبيبر وبيتر كولز.
شهدت حياته المهنية ومكانته في الكلية بعد ذلك منعطفًا كبيرًا نحو الأفضل. ربطته علاقة جيدة بالسير ويليام بادي. اعتُبر فلود من أوائل الأشخاص الداعمين لنظرية الدورة الدموية لويليام هارفي في الكلية. يبقى مدى التأثير المحتمل لفلود على هارفي موضع نقاش، في سياق صعوبة تحديد تاريخ اكتشاف هارفي بشكل دقيق. اعتُبر مصطلح «الدورة الدموية» بالتأكيد مبهمًا في ذلك الوقت.

## النظرية الروحانية للطبيعة

### التقسيم الثلاثي للمادة
تمحورت غالبية كتابات فلود، بما في ذلك علم الأمراض الخاص به، حول الانسجام الملاحظ في الطبيعة بين كل من الإنسان، والأرض الدنيوية والألوهية. تتسم نظرية فلود الخاصة حول أصل كل الأشياء بالبارسيلسية، إلا أنها تفترض نشوء جميع الأنواع والأشياء في البداية من الفوضى المظلمة، عوضًا عن التريا بريما، ثم يأتي النور الإلهي الذي يطغى على الفوضى مؤديًا في النهاية إلى نشوء المياه. أُطلق على العنصر الأخير أيضًا اسم روح الرب، الذي يكوّن المادة السلبية لجميع المواد الأخرى، بما في ذلك جميع العناصر الثانوية والصفات الأربع للقدماء. علاوة على ذلك، خلصت النظرية الثلاثية الفلودية إلى نشوء مفهوم باراسيلسوس الخاص بالمبادئ الأساسية الثلاثة – الكبريت، والملح والزئبق – نفسه من الفوضى والنور المتفاعلين لخلق التنوعات في المياه، أو الروح.
تبرز أهمية التقسيم الثلاثي في عكسه الإطار الروحاني لعلم الأحياء. اعتمد فلود بشدة على الكتاب المقدس؛ يمثل الرقم ثلاثة في الإنجيل principium formarum، أو الشكل الأصلي. بالإضافة إلى ذلك، يمثل رقم الثالوث المقدس. ساهم كل ذلك في اعتبار الرقم ثلاثة الجسم المثالي الموازي للثالوث. سمح ذلك باقتراب الإنسان والأرض من اللانهاية الإلهية، وخلق العالمية في الانسجام والتكوين بين كل الأشياء.

### العلاقة بين الكون الكبير والكون الصغير
يتضح تطبيق فلود لنظريته الثلاثية المائلة إلى الروحانية في فلسفته للطب والعلوم من خلال فهمه للعلاقة بين الكون الكبير والكون الصغير. يمكن اعتبار النور الإلهي (المبدأ الثاني من مبادئ فلود الأساسية) بمثابة «العامل النشط» المسؤول عن الخلق. يفضي ذلك إلى تطور العالم والشمس، على الترتيب. استنتج فلود، من خلال قراءته المزمور 19:4 - «جَعَلَ لِلشَّمْسِ مَسْكَنًا فِيهَا» - أن روح الرب موجودة داخل الشمس حرفيًا، ما جعلها مركزية في نموذج فلود للعالم الكبير. اعتبر فلود علاقة الشمس بالأرض كعلاقة القلب بالإنسان. نقلت الشمس الروح إلى الأرض عبر أشعتها، التي دارت في الأرض وحولها مانحة إياها الحياة. بشكل مماثل، حمل دم الإنسان روح الرب (الروح المستمدة من الشمس نفسها) لينتشر عبر كامل جسده. يمثل هذا تطبيقًا لما قدمه خلق الرب من انسجام وتوازي من خلال نظرية فلود الثلاثية للمادة.
شكل الدم عنصرًا مركزيًا في مفهوم فلود للعلاقة بين الكون الكبير والكون الصغير؛ يتفاعل الدم والروح التي يوزعها بشكل مباشر مع الروح المستمدة من الكون الكبير. تتأثر الروح الكونية الكبرى، المحمولة بواسطة الشمس، بالأجسام النجمية التي تغير في تكوينها كنتيجة لهذا التأثر. تنتقل بعض هذه التأثيرات النجمية على الروح الكونية الكبرى إلى الروح الكونية الصغرى الموجودة في الدم من خلال العلاقة التبادلية النشطة المفترضة بين الكون الكبير والكون الصغير. توسع فلود في نطاق هذا التفاعل ليشمل مفهوم المرض الخاص به: قد تتعرض حركة الروح بين الكون الكبير والكون الصغير للتلف فتغزو الكون الصغير على هيئة مرض. رأى فلود، بشكل مشابه لباراسيلسوس، أن الأمراض عبارة عن غزاة خارجيين، وليست حالة من خلل التوازن التعقيدي.